# La Tor d'Alvèrnia
La senyoria de La Tor (occità: La Tor; francès: La Tour) fou una jurisdicció feudal d'Alvèrnia, origen de la família de La Tor, que després fou La Tor d'Alvèrnia quan el 1389 Bertran IV de La Tor, fill de Guiu i de Maria de Roger de Beaufort, es va casar amb Maria d'Alvèrnia, comtessa hereva d'Alvèrnia; aquesta nissaga es va estendre fins al comte Joan III de La Tor d'Alvèrnia (1467-1501).
Segon una opinio estesa, el primer baró fou Gerald, verd 950. Aquest noble es va refugiar a La Tor amb la seva família després que el seu suposat pare Bernat hagués estat desposseït per un altre comte (això s'aplicaria a Bernat I d'Alvèrnia, deposat per Esteve d'Alvèrnia el 863, o a Bernat Plantapilosa, II d'Alvèrnia, substituït pel seu fill Guillem III d'Aquitània el Pietós o Guillem I de Poitiers el 886). Els següents dos segles no aporten pràcticament notícies.

## La senyoria
Bertran I (mort després de 1208) és el primer senyor conegut de La Tor. Es va casar amb Judit de Mercœur, i fou el pare de Bernat I, del qual es diu que "Bernardus de Turre" va retre homenatge el 1191 a l'abat de Cluny pel castell de Turre, seguint l'exemple del seu pare Bertran i el seu oncle Guillem. Bernat va morir el 29 de desembre de 1253; estava casat amb Joana i fou el pare de Bernat II (mort el 14 d'agost de 1276) casat amb Iolanda i pares al seu torn de Bertran II (mort el 24 de novembre de 1296).
Bertran II fou senyor de La Tor, de Murat-sur-Queires i de Vende. Es va casar amb Beatriu d'Olhèrgas, i va tenir cinc fills entre els quals el successor a La Tor, Bernat III, i el successor a Olhèrgas, Bertran (també senyor de la Roche, de Ravel, de Chastres, de Saint-Donat i de Bagnols el 1286) tronc dels senyor d'Olhèrgas, vescomtes de la meitat de Turena el 1444 i de la totalitat el 1510, i ducs de Bouillon el 1594.
Bernat III (mort el 1325) es va casar amb Beatriu de Rodès i fou el pare de Bertran III (+1368) casat el 1320 amb Isabel de Levis (filla de Joan I de Levis senyor de Mirepoix) amb la que va tenir nou fills entre els quals Guiu, successor a La Tor, mort el 17 de setembre de 1375, casat amb Marta Roger de Beaufort (filla de Guillem Roger, senyor de Beaufort). Els altres 8 fills, tres foren noies, un, Guillem, va premorir en 25 anys al pare, i quatre foren cardenals o bisbes: Joan (mort el 1374) cardenal el 1371; Bertran (mort el 1382) bisbe de Toul el 1355 i de Lo Puèi de Velai el 1361; Bernat (+1394), bisbe de Langres el 1374; i Enric (mort el 1415) bisbe de Clarmont d'Alvèrnia el 1376 i elegit bisbe de Lo Puèi el 1392.
Guiu fou el pare de Bertran IV, senyor de La Tor mort el 1423, casat el 1389 amb Maria (+1437) comtessa d'Alvèrnia i Boulogne, filla de Jofré d'Alvèrnia senyor de Mongascon. Foren els pares de Bertran V (+1461), senyor de La Tor el 1423 i comte d'Alvèrnia i de Boulogne el 1437 per herència materna. Llavors la casa de La Tor va agafar el nom que la va fer famosa: La Tor d'Alvèrnia. Bertran fou comte d'Alvèrnia i Boulogne i senyor de La Tor i va morir el 1461; el va succeir el seu fill Bertran VI, mort el 1494, comte del Lauraguès el 1477, erigit per la corona de França al seu favor a canvi de la cessió del comtat de Boulogne; després va seguir el seu fill Joan III d'Alvèrnia (I de La Tor) mort el 1501, passant la successió a les filles Anna, morta el 1524, i Margarita, morta el 1519. Anna d'Alvèrnia es va casar el 8 de juliol de 1505 (quan tenia uns 10 o 12 anys) amb el seu cosí John Stuart (no van tenir fills). Margarita es va casar el 2 de maig de 1518 (quan tenia 20 anys) a Amboise amb Llorenç II de Mèdici (1492-1519), duc d'Urbino i foren pares de Caterina de Mèdici (1519-1589); aquesta es va casar l'octubre de 1533 amb el que serà el futur Enric II de França, que va pujar al tron el 1547. Caterina de Mèdici, esposa de rei i mare de tres reis, d'aniquilar els dominis de la família, amb nomenaments desencertats, i sobretot per cobrir deutes; una de les seves filles, Margarita de Valois, coneguda com «la reina Margot», reclamant una clàusula de substitució en el contracte de matrimoni de la seva mare, va acabar rebent, després de d'anys de plet, algunes parts dels dominis familiars incloent el castell de La Tor del que va prendre possessió triomfalment el 1606. Per salvaguardar els béns va designar com a hereu únic al futur rei Lluís XIII de França, que així va esdevenir propietari de l'antiga baronia però la va utilitzar per al pagament de deutes personals; el seu fill Lluís XIV de França canviara aquesta baronia per terres frontereres de Bouillon, de Jametz i de Raucourt, que pertanyien a Frederic Maurici de La Tor d'Alvèrnia, germà d'Enric de La Tor d'Alvèrnia-Turena, conegut com «el Gran Turena», de la branca cosina dels La Tor d'Olhèrgas. Les restes de la baronia, objecte de nombroses pretensions hereditàries resultants d'una clàusula de substitució del segle xv, va ser teatre de lluites judicials entre pretendents, creditors, posseïdors i adjudicataris que van durar fins a la revolució.
- Bertran I (mort després de 1208)
- Bernat I 1208-1253
- Bernat II 1253-1276
- Bertran II 1276-1296
- Bernat III 1296-1325
- Bertran III 1325-1368
- Guiu 1368-1375
- Bertran IV 1375-1423
- Bertran V 1423-1461
- Bertran VI 1461-1494
- Joan IV d'Alvèrnia (I de La Tor) 1494-1501
- Anna 1501-1519
- Margarita o Magdalena 1501-1524
- Caterina de Mèdici 1524-1589
- Margarida de Valois 1589-1615
- Lluís XIII de França 1615-1643
- Lluís XIV de França 1643

La branca jove dels vescomtes de Turena de la casa de La Tor es va iniciar el 1444 amb el matrimoni d'Anna de Beaufort de Turena (1435-1479), filla de Pere de Beaufort de Turena, vescomtessa hereva de la meitat de Turena, amb Annet IV de La Tor, senyor d'Olhèrgas, conseller i camarlenc del rei Lluís XI de França; aquesta família va heretar el nom de La Tor d'Alvèrnia i va continuar fins al 1792:
- Antoni de La Tor, senyor d'Olhèrgas anomenat el Vell (? -1527) casat el 1494 amb Antonieta de Pons, vescomtessa de l'altra part de Turena, filla de Guiu i Joana de Castelnau
- ?-1532 Francesc II de Turena (1497-1532) casat el 1518 amb Anna coneguda per "Bolònia" (de La Tor d'Alvèrnia) de Montgascon,
- 1532-1557 Francesc III de La Tor (1526-1557) casat el 1545 amb Eleonor de Montmorency
- 1557-1623 Enric I de La Tor d'Alvèrnia, duc de Bouillon (1591-1623) pel seu matrimoni amb Carlota del 1591 al 1594 i després per dret propi, fill, casat el 1595 amb Elisabet Flandrina de Nassau.
- Frederic Maurici de La Tor d'Alvèrnia-Bouillon (1605-1652), duc de Bouillon, príncep de Sedan, vescomte de Turena; fill, casat el 1634 amb Elionor de Berg
- Enric de La Tor d'Alvèrnia, vescomte de Turena (1611-1675), germà, mariscal de França i general del rei, casat el 1653 amb Carlota de Caumont de La Force (1623-1666), sense fills.
- Godefreu Maurici de La Tor d'Alvèrnia (1641-1721), duc de Bouillon, d'Albret, de Château-Thierry, comte d'Alvèrnia, vescomte de Turena, casat el 1662 amb Marie Anna Mancini (1649-1714), neboda del cardenal Mazzarino.
- Manel Teodosi de La Tor d'Alvèrnia-Bouillon (1668-1730), duc de Bouillon, d'Albret, de Château-Thierry, vescomte de Turena, casat el 1696 amb Maria Victòria de la Trémoille, filla de Carles Bèlgica Holanda de La Trémoille
- Carles Godofreu de La Tor d'Alvèrnia (1706-1771), duc de Bouillon, d'Albret, de Château-Thierry, comte d'Alvèrnia, vescomte de Turena. Ple de deutes de joc el rei li va comprar el vescomtat de Turena el 8 de juny de 1738. Casat amb Maria Carlota Sobieska (1697-1740), de la qual va tenir una filla (Maria Lluïsa de La Tor d'Alvèrnia) i un fill anomenat Godofreu Carles de La Tor d'Alvèrnia (1728-1792), duc de Bouillon, d'Albret, de Château-Thierry, que fou diputat als Estats Generals de 1789 i no va portar mai el títol vescomtal.